# Бенкендорфы
Бенкендо́рфы (фон Бенкендорфы; нем. Benckendorff) — русско-немецкий дворянский и графский род.

## История рода
Иоганн Бенкендорф (1659—1727), зажиточный бюргер, обер-бургомистр Риги, был возведён в дворянство королём Швеции, которой Рига в то время принадлежала, в соответствии со шведским законом 1660 года, согласно которому чин рижского обер-бургомистра давал право на потомственное дворянство.
После окончания Северной войны род Бенкендорфов остался в России. Дворянство давало им право на почётную приставку к фамилии «фон», однако в русских документах она употреблялась от случая к случаю. Большинство Бенкендорфов XVIII столетия параллельно носили как русские, так и немецкие имена, например, Доротея именовалась также Дарьей, а Ганс Иоганн — Иваном Ивановичем.
Сыновьями родоначальника, шведского бургомистра Иоганна Бенкендорфа были Иоганн (скончался в 1756 году бездетным и холостым) и Иоганн-Михаэль (Иван Иванович), который стал генерал-поручиком русской службы и обер-комендантом Ревеля.
От брака с Софией-Елизаветой Левенштерн Иван Иванович Бенкендорф имел четверых сыновей (о троих из них с их потомством см. ниже) и дочь, Екатерину-Берту, которая вышла замуж за Людвига фон Бреверн.
Бенкендорфы были крупными землевладельцы. Шефу жандармов Александру Бенкендорфу принадлежал Замок Фалль. Его дядя, Ганс Иоганн (которого, как и его отца, на русский манер называли Иван Ивановичем) унаследовал от обер-прокурора А. И. Глебова его подмосковное имение Виноградово. Потомки Ганса Иоганна в XIX веке стали крупными промышленниками, основателями компании «Бенкендорф», владели нефтяными промыслами в Баку. Успешную финансовую карьеру сделал и художник-акварелист Дмитрий Бенкендорф (1845 — после 1917), который унаследовал значительное состояние от своей матери-гречанки, дочери негоцианта Бенардаки.
После революции часть Бенкендорфов была вынуждена эмигрировать, тогда как другие остались России. В Красной армии в годы Великой Отечественной войны служил Бенкендорф, Александр Александрович (1913—2003), сын последнего в роду нефтепромышленника, в дальнейшем — советский и российский архитектор.

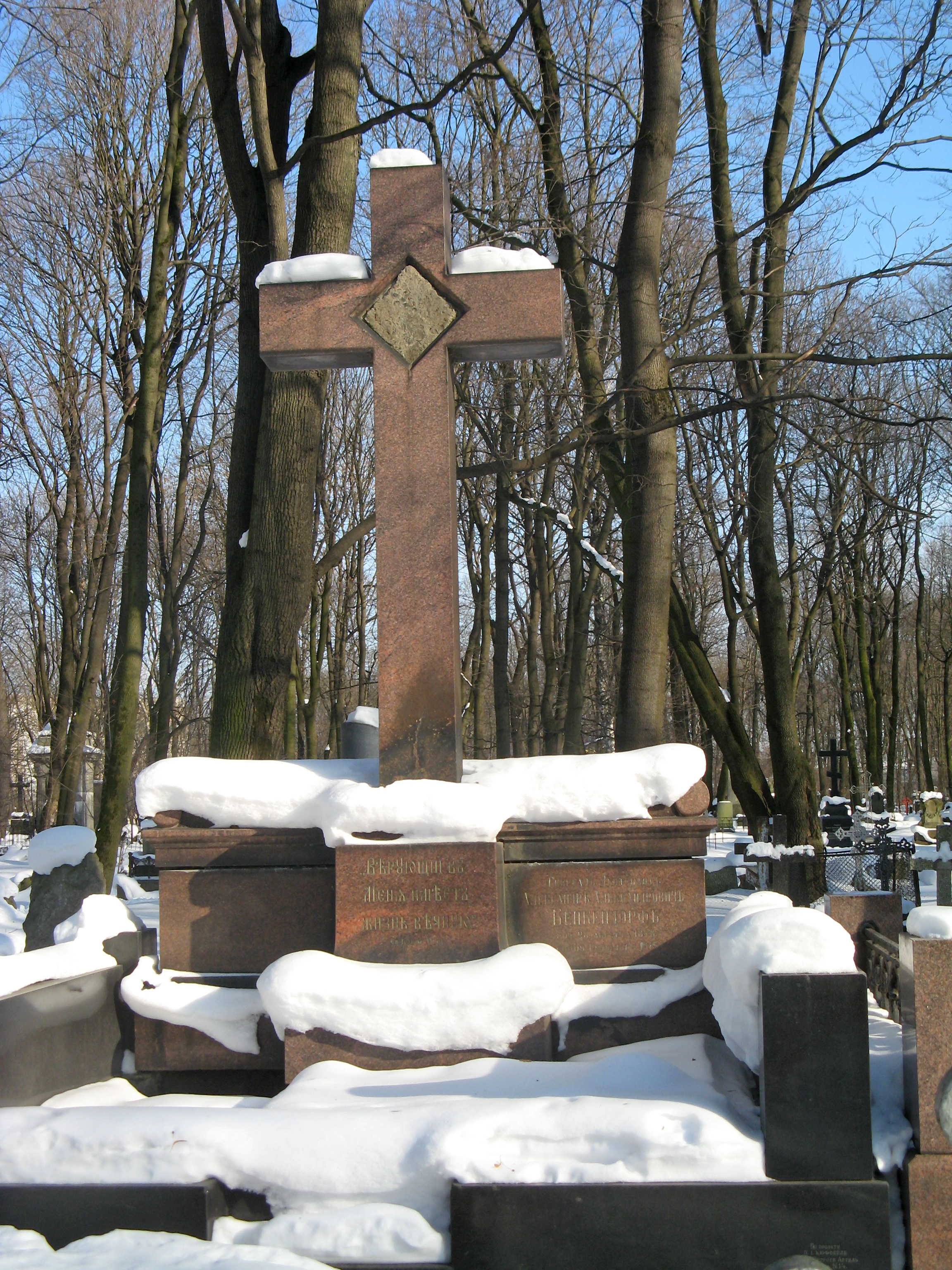
Надгробие А.А. Бенкендорфа (1848-1915), генерал-лейтенанта. Новодевичье кладбище (Санкт-Петербург).

## Известные представители рода
- Бенкендорф, Иван Иванович (1720—1775) — генерал-лейтенант, обер-комендант Ревеля. 
  - Бенкендорф, Христофор Иванович (1749—1823) — сын И. И. Бенкендорфа, генерал от инфантерии, рижский военный губернатор.
    - Бенкендорф, Александр Христофорович (1782—1844) — сын предыдущего, партизан 1812 года, герой Заграничных походов, шеф жандармов и мемуарист.
    - Бенкендорф, Доротея (Дарья) Христофоровна, (в браке княгиня Ливен; 1785—1857) — сестра предыдущего, супруга русского посла в Великобритании князя Ливена, хозяйка салона и кавалерственная дама, подруга Пальмерстона, Меттерниха и Гизо.
    - Бенкендорф, Мария Христофоровна (1784—1841) — сестра предыдущих, супруга генерала И. Е. Шевича.
    - Бенкендорф, Константин Христофорович (1785—1828) — брат предыдущих, генерал-лейтенант, генерал-адъютант, участник Отечественной войны 1812 года, Заграничных походов, Русско-персидской и Русско-турецкой войн, посол в Вюртемберге и Бадене.
      - Бенкендорф, Константин Константинович (1817—1858) — сын предыдущего, генерал-майор и дипломат, герой Кавказской войны.
        - Бенкендорф, Александр Константинович (1849—1916) — сын предыдущего, посол России в Великобритании.
        - Бенкендорф, Павел Константинович (1853—1921) — брат предыдущего, генерал от кавалерии, генерал-адъютант, обер-гофмаршал русского императорского двора.

  - Бенкендорф, Ермолай Иванович (1751—1800) — сын И. И. Бенкендорфа (1720—1775), майор, остзейский помещик.	
    - Бенкендорф, Павел Ермолаевич (1786—1841) — сын предыдущего, эстляндский губернатор.
      - Бенкендорф, Ермолай Павлович (1815—1883) — сын предыдущего, губернский предводитель дворянства Эстляндской губернии.
      - Бенкендрф, Александр Павлович (1819—1851) — брат предыдущего, участник Кавказской войны, сослуживец М. Ю. Лермонтова, георгиевский кавалер.
        - Бенкендорф, Дмитрий Александрович (1845 — 25.08.1919) — сын предыдущего, художник-акварелист, академик Императорской академии художеств, действительный статский советник и предприниматель.
        - Бенкендорф, Александр Александрович (1848—1915) — брат предыдущего, генерал-лейтенант.
          - Бенкендорф, Андрей Александрович  (1882—1958) — сын предыдущего, полковник и камергер, офицер Белой армии Юденича, эмигрант.

  - Бенкендорф, Иван Иванович (1763—1841) — сын И. И. Бенкендорфа (1720—1775), генерал-майор.
    - Бенкендорф, Александр Александрович (1801—1873) — сын предыдущего, крупный промышленник.
      - Бенкендорф, Александр Александрович (1846—1914) — сын предыдущего, нефтепромышленник.
        - Бенкендорф, Александр Александрович (1886—1924) — сын предыдущего, нефтепромышленник.
          - Бенкендорф, Александр Александрович (1913—2003) — сын предыдущего, советский архитектор, ветеран ВОВ.
          - Бенкендорф, Сергей Александрович (1909—1989) — брат предыдущего, театральный режиссёр, педагог, заслуженный деятель искусств РСФСР (1957).